# Schizothorax progastus
Schizothorax progastus és una espècie de peix d'aigua dolça de la família dels ciprínids i de l'ordre dels cipriniformes, de l'Índia, el Nepal i Bhutan.
Els adults poden assolir els 50 cm de longitud.